# Стеблівський заказник
Стеблі́вський зака́зник — загальнозоологічний заказник місцевого значення в Україні. Об'єкт природно-заповідного фонду Черкаської області. Розташований у Звенигородському районі Черкаської області, в смт Стеблів та за його межами.

## Загальна інформація
Площа 273,7 га. Заказник створений рішенням Черкаської обласної ради від 23.12.1998 року № 5-3. Установа, у віданні якої перебуває об'єкт,— Стеблівська селищна громада, Корсунь-Шевченківський осередок Українського товариства мисливців та рибалок.

## Галерея

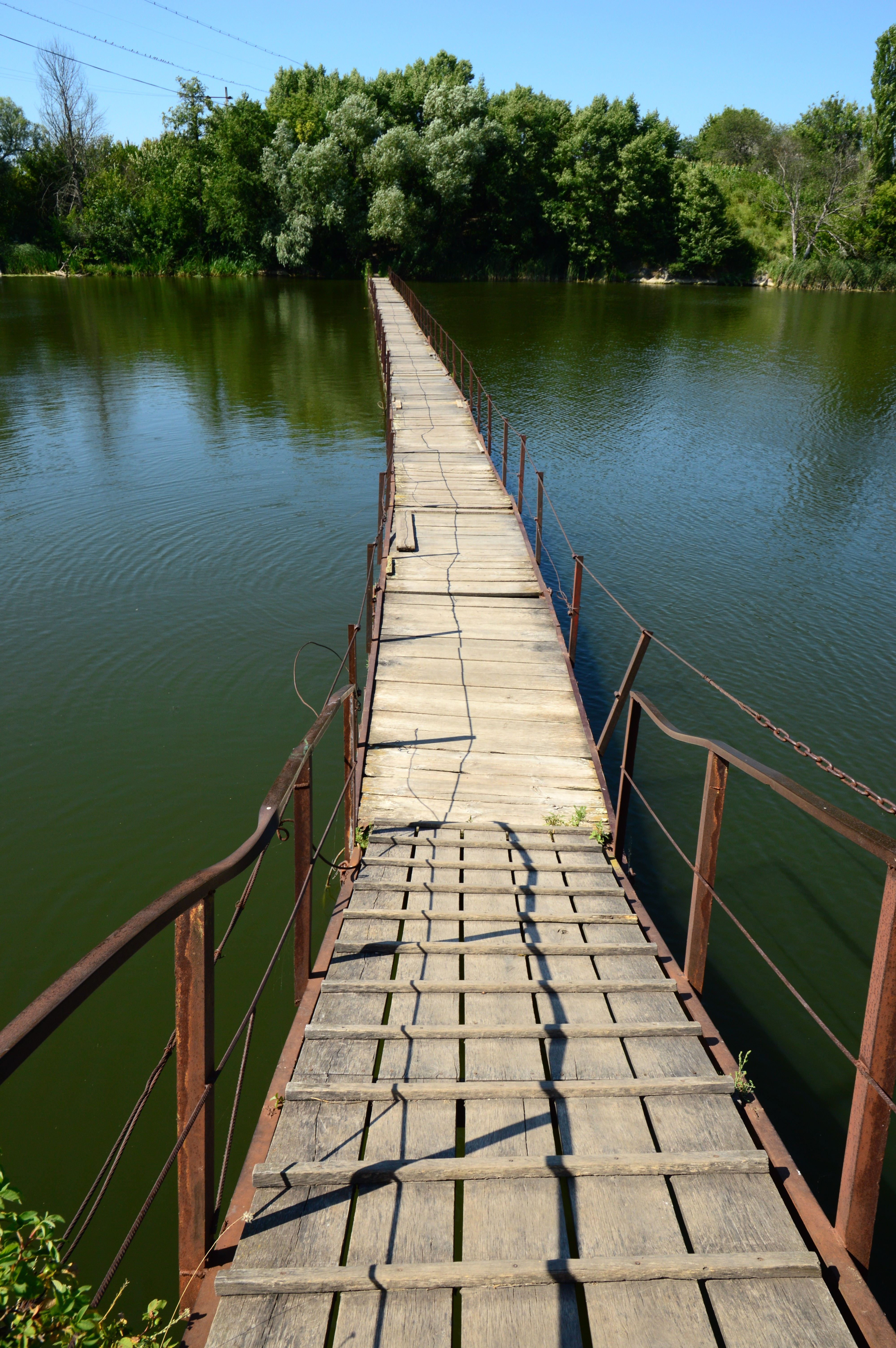
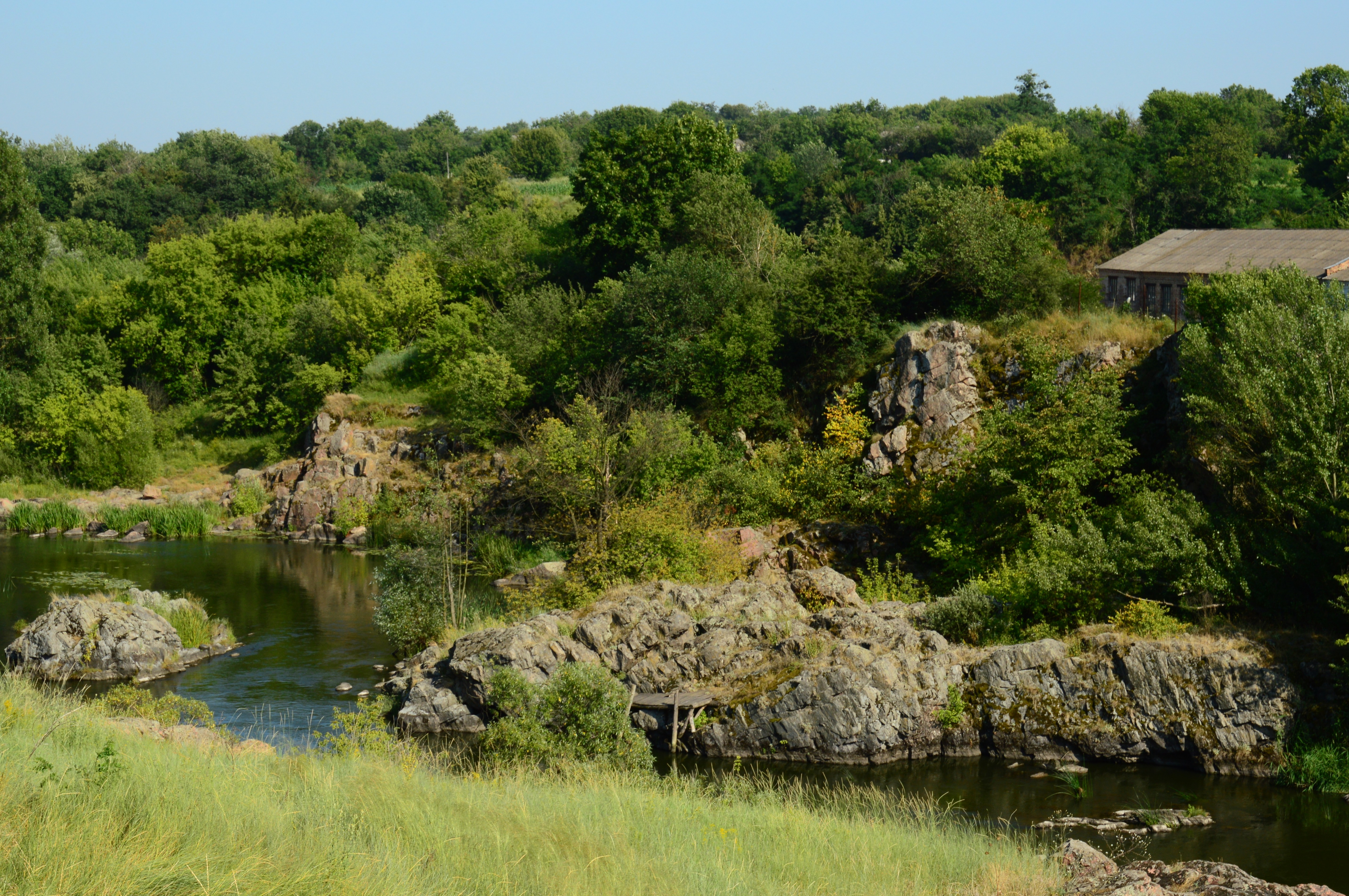
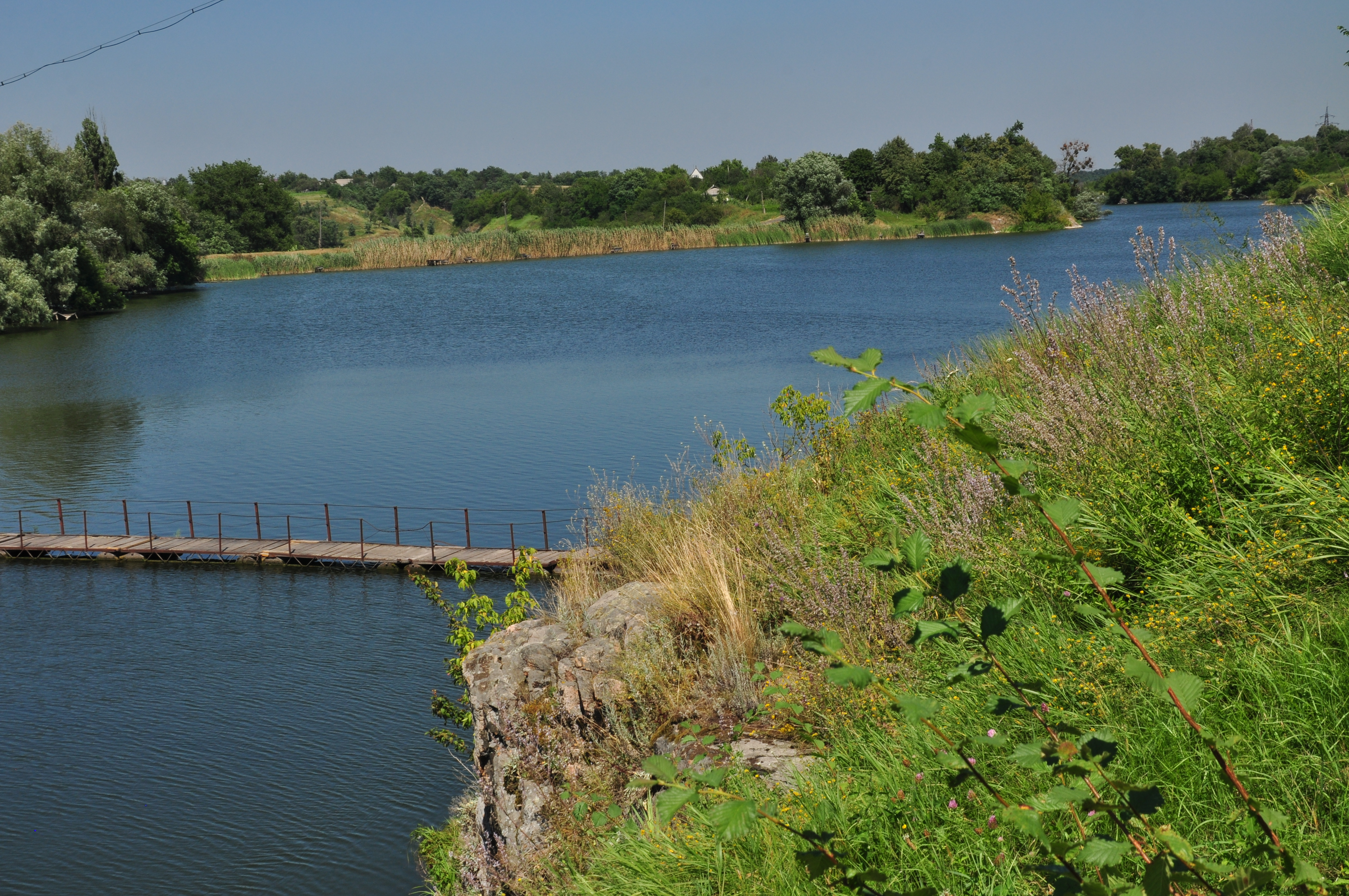
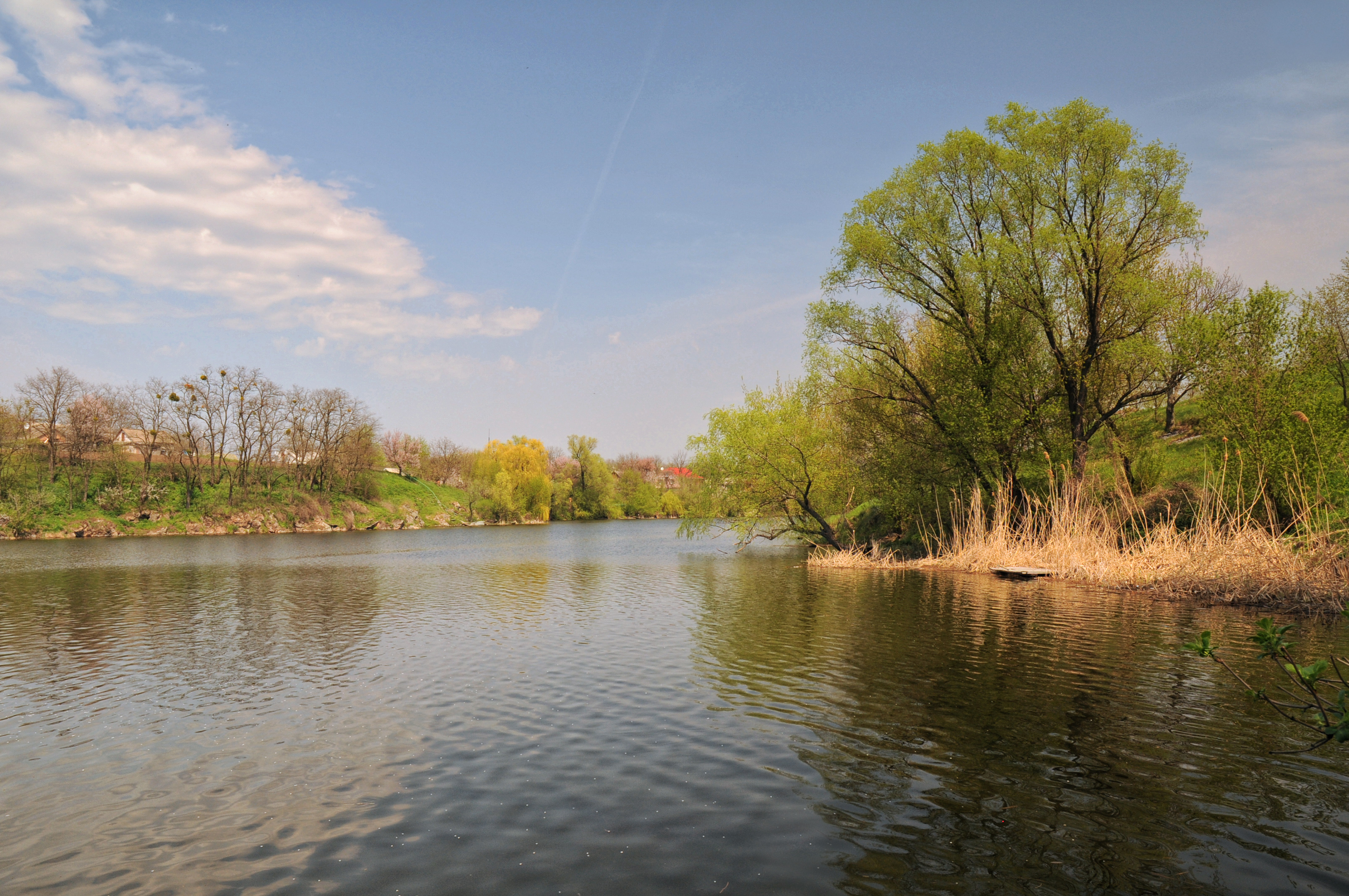
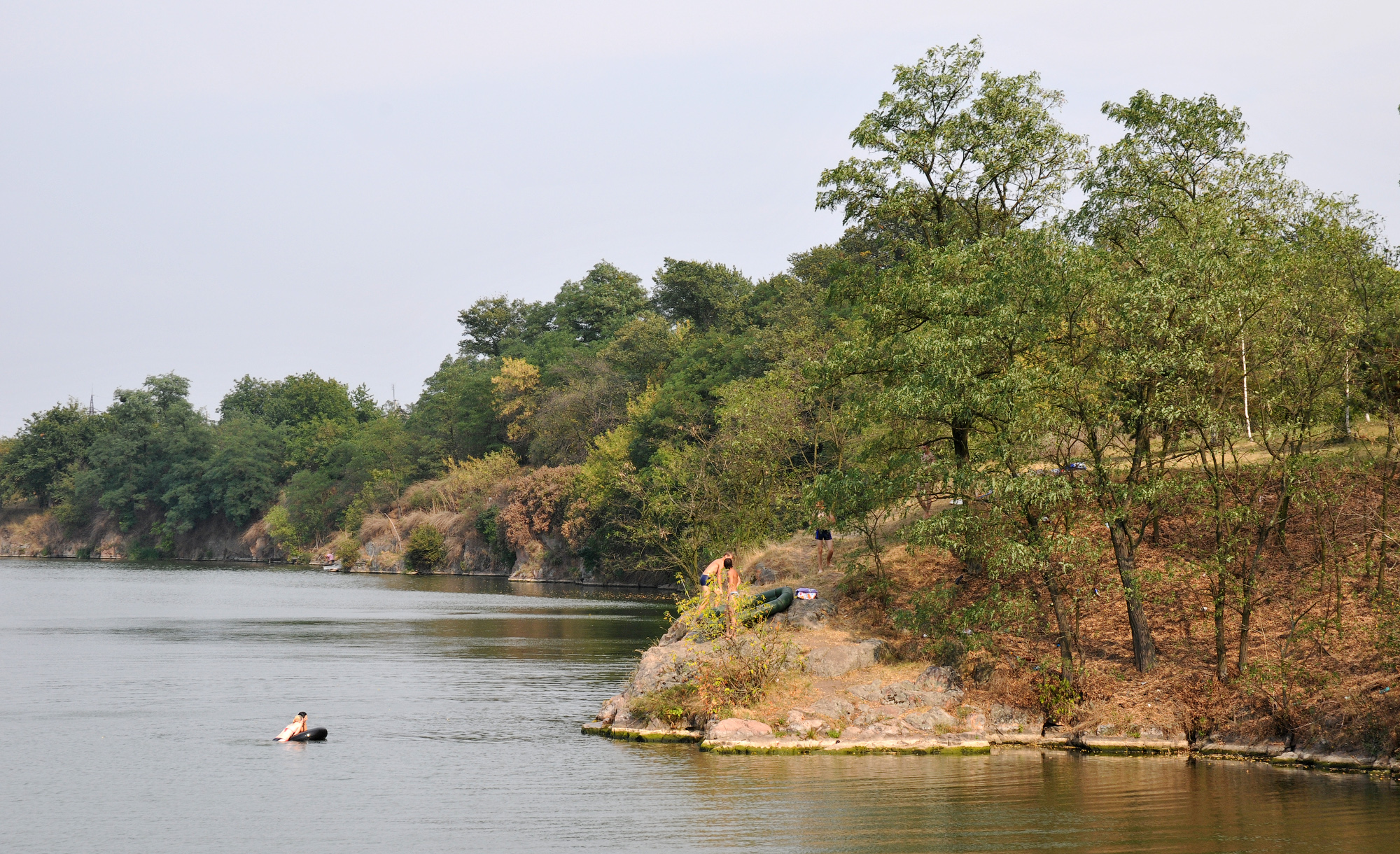
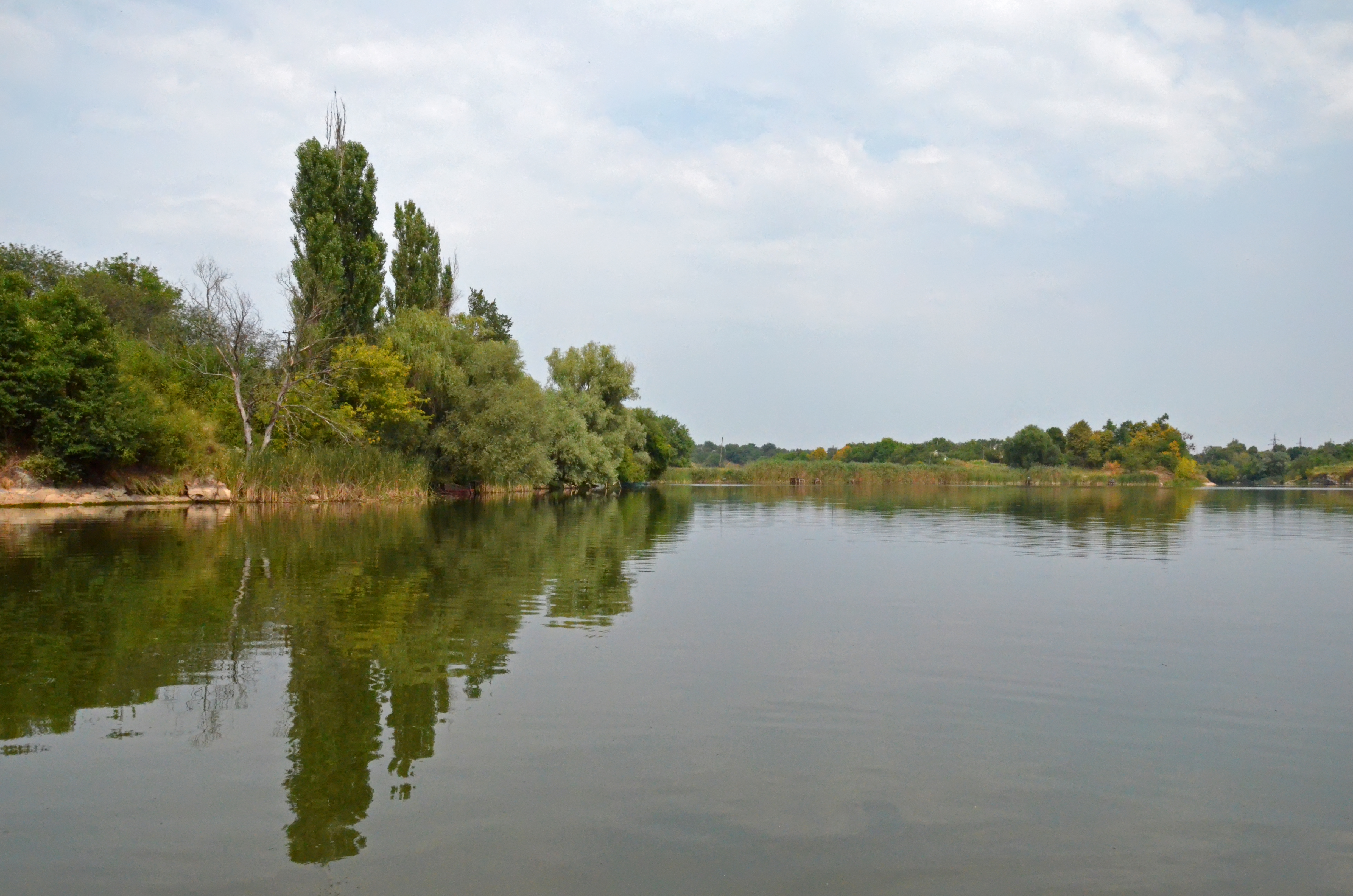

## Природоохороний об'єкт
Статус присвоєно для збереження штучної водойми на річці Рось у межах смт Стеблів — від греблі ГЕС і вище. 
Над водоймою розташована церква та кілька скель, три з яких у 1982 році були оголошені геологічними пам'ятками природи — Скеля «Бурлачка», Скеля Адама Міцкевича та Скеля Нечуя-Левицького.